# 2006 UY184
2006 UY184, também escrito como 2006 UY184, é um objeto transnetuniano que está localizado no Cinturão de Kuiper, uma região do Sistema Solar. Este corpo celeste é classificado como um provável cubewano. Ele possui uma magnitude absoluta de 7,1 e tem um diâmetro estimado com 167 km.

## Descoberta
2006 UY184 foi descoberto no dia 22 de outubro de 2006.

## Órbita
A órbita de 2006 UY184 tem uma excentricidade de 0,108 e possui um semieixo maior de 44,293 UA. O seu periélio leva o mesmo a uma distância de 39,495 UA em relação ao Sol e seu afélio a 49,092 UA.